# Zrównoważona karta wyników
Zrównoważona karta wyników (ang. balanced scorecard) – instrument zarządzania strategicznego opracowany przez  Roberta S. Kaplana i Davida P. Nortona.
Umożliwia umiejscowienie długookresowej strategii firmy w systemie zarządzania przedsiębiorstwem poprzez mechanizm pomiaru. Jest to swego rodzaju alternatywna propozycja do tradycyjnych systemów finansowych, która opisuje i wyjaśnia, co powinno być w przedsiębiorstwie mierzone, aby jak najlepiej ocenić efektywność firmy w realizowaniu strategii, a także by móc jak najszybciej ocenić adekwatność samej strategii.

## Opis
Zrównoważona karta wyników przekłada misję i strategię na cele oraz system mierników zestawionych w różnych perspektywach wydzielonych w przedsiębiorstwie. Daje możliwość przełożenia strategii i wizji na działania, poprzez zdefiniowanie celów i mierników w czterech perspektywach:
- finansowej,
- klienta,
- procesów wewnętrznych,
- infrastruktury i rozwoju.

Karta określa cele biznesowe firmy, które wchodzą poza obszar celów finansowych. Wskazuje działania, które są kluczowe z punktu widzenia tworzenia wartości. Wyraźnie podkreśla ona efektywność krótkoterminową oraz czynniki warunkujące długoterminowy sukces finansowy i rynkowy przedsiębiorstwa.
Zrównoważona karta wyników jest systemem zarządzania strategicznego, wspomagającym realizację strategii w długim okresie. Wykorzystuje ona system mierzenia efektywności karty wyników w następujących procesach zarządzania:
- dopracowanie wizji i strategii,
- wyjaśnienie celów i mierników strategicznych oraz ich integracja z systemami zarządzania,
- planowanie, wyznaczanie celów i podejmowanie inicjatyw strategicznych,
- usprawnianie systemów monitorowania realizacji strategii i uczenia się organizacji.

Proces tworzenia karty wyników rozpoczyna się od przełożenia strategii firmy na konkretne cele strategiczne. Ustalając cele finansowe, zarząd firmy musi rozważyć, czy położyć nacisk na wzrost przychodów i udziału w rynku, na zyskowność czy też na płynność finansową. Natomiast w perspektywie klienta zarząd musi jasno określić segment rynku, w którym firma zamierza konkurować. Po ustaleniu celów w perspektywie finansowej i klienta firma określa cele i mierniki w perspektywie procesów wewnętrznych.
Tworząc kartę wyników, precyzowane są cele strategiczne i określane kluczowe czynniki wpływające na ich realizację. Za realizację celów odpowiedzialność bierze cały zespół kierowniczy. Drugim krokiem w tworzeniu karty wyników jest proces wyjaśniania i integracji. Każdy pracownik firmy powinien rozumieć długoterminowe cele firmy, jak również strategię służącą ich osiągnięciu. Na tej podstawie określa się lokalne działania, które służą realizacji celów. Kolejnym krokiem jaki powinien zrobić zarząd firmy jest określenie trzy- lub pięcioletnich celów, które po ich osiągnięciu spowodują przekształcenie organizacji. Ostatni z procesów stanowi strategiczne sprzężenie zwrotne i proces uczenia się. Proces ten jest najbardziej twórczy i najważniejszy w całej koncepcji zarządzania za pomocą karty wyników. Buduje on zdolność organizacji do uczenia się na najwyższych szczeblach zarządzania.